# Flyktingamnesti 2005
Flyktingamnesti 2005 var en kampanj för att de människor som väntar på att få ansökan om uppehållstillstånd beviljad eller som uppehåller sig i Sverige utan tillstånd skulle få ett sådant.
Kravet på flyktingamnesti restes i samband med att Utlänningsnämnden skulle läggas ned. Ett viktigt argument var att eftersom en enig riksdag hade ansett det finnas alltför stora brister i Utlänningsnämndens arbete med att pröva asylärenden, så borde de personer som fått avslag av denna myndighet få nya möjligheter. För att inte det nya asylsystemet redan från början skulle hotas av kollaps, krävde nätverket Flyktingamnesti 2005 att dessa personer skulle beviljas uppehållstillstånd generellt istället för att prövas individuellt. Bakom Flyktingamnesti 2005 stod sjukvårdspersonal, ungdomsarbetare, religiösa församlingar, ungdomsförbund, politiska organisationer, invandrarföreningar och enskilda. Nätverket hade lokalavdelningar i Falun, Göteborg, Linköping, Lund, Malmö, Norrköping, Stockholm, Sundsvall, Uppsala, Västerås, Växjö, Älvsbyn och Örebro.
Den 7 maj 2005 anordnade nätverket landsomfattande manifestationer där över 6 000 personer deltog. Även den tionde september anordnade nätverket demonstrationer, i vilka närmare 20 000 deltog, inför det att riksdagen skulle rösta om ett förslag som i princip skulle realisera nätverket krav. Detta förslag stöddes av Vänsterpartiet, Miljöpartiet, Centerpartiet, Folkpartiet och Kristdemokraterna men röstades ned av en riksdagsmajoritet bestående av Socialdemokraterna och Moderaterna. Budgetförhandlingarna strax därefter mellan Miljöpartiet, Vänsterpartiet och dåvarande regeringspartiet Socialdemokraterna ledde dock till att de senare tvingades gå med på en tillfällig lag. Den tillfälliga lagen riktade sig främst till barnfamiljer med lång vistelsetid i Sverige och till personer med verkställighetshinder. Denna gav drygt 17 000 uppehållstillstånd och sågs av Flyktingamnesti 2005 som en stor framgång men var samtidigt långt ifrån den generella flyktingamnesti man hade krävt. Våren 2006 upplöstes kampanjen.